# Rockstar San Diego
Rockstar San Diego (ранее Angel Studios) — студия-разработчик компьютерных и видеоигр, является частью компании Rockstar Games.
Студия известна своими гоночными аркадами Midtown Madness и серией Midnight Club. Она также отвечает за серию Red Dead (Red Dead Revolver 2004 года и Red Dead Redemption 2010 года). Студия также разработала движок RAGE (Rockstar Advanced Game Engine), который используется во всех новых играх от Rockstar Games (первой игрой на RAGE стала Rockstar Games presents Table Tennis 2006 года). Первоначально носила название «Angel Studios», но была приобретена Take-Two Interactive в ноябре 2002 года, после чего название студии было изменено на «Rockstar San Diego».

## Разработанные игры
Как Angel Studios
- Major League Baseball Featuring Ken Griffey, Jr. (1998) (N64)
- Virtual Jungle Cruise — DisneyQuest (1998)
- Resident Evil 2 (1999) (N64)
- Ken Griffey Jr.'s Slugfest (1999) (N64, GBC)
- Midtown Madness (1999) (PC)
- Savage Quest (1999) (авт.)
- Pirates - GameWorks (1999)
- Smuggler’s Run (2000) (PS2)
- Midtown Madness 2 (2000) (ПК)
- Midnight Club: Street Racing (2000) (PS2)
- Smuggler’s Run 2: Hostile Territory (2001) (PS2)
- Test Drive Off-Road Wide Open (2001) (Xbox, PS2)
- Transworld Surf (2001) (Xbox, PS2, GameCube)
- Smuggler’s Run: Warzones (2002) (GameCube)
- Oni 2: Death & Taxes (Отменена; сиквел Oni) (PS2, Xbox)

Как Rockstar San Diego
- Midnight Club II (2003) (PS2, Xbox, ПК)
- Red Dead Revolver (2004) (PS2, Xbox)
- Midnight Club 3: DUB Edition (2005) (PSP, PS2, Xbox) (вместе с Rockstar Leeds)
- Midnight Club 3: DUB Edition Remix (2006) (PS2, Xbox)
- Rockstar Games presents Table Tennis (2006) (X360, Wii) (вместе с Rockstar Leeds)
- Midnight Club: Los Angeles (2008) (PS3, X360)
- Midnight Club: L.A. Remix (2008) (PSP) (вместе с Rockstar London)
- Red Dead Redemption (2010) (PS3, X360, XOne) (вместе с Rockstar North)
- Red Dead Redemption: Undead Nightmare (2010) (PS3, X360) (вместе с Rockstar North)
- Red Dead Redemption 2 (2018) (PS4, XOne, ПК) (вместе с Rockstar Studios)